# Indalecio Castro
Indalecio Castro (Mixco, 29 de diciembre de 1840-Nueva Guatemala de la Asunción, 21 de junio de 1906) fue un compositor y maestro de capilla de Guatemala. 

## Vida
Sus padres fueron Mariano Castro, decorador del antiguo teatro Colón; su madre, Eustaquia Illescas. Sus hermanos Máximo Castro y J. Francisco Castro, también músicos y este último pintor también. Procreó tres hijos con su esposa Juana Chinchilla: Manuel María Castro, José Mariano Castro y José Domingo Castro, todos músicos.  
Indalecio Castro se formó en la Nueva Guatemala de la Asunción con el violinista Máximo Andrino y el organista Víctor Rosales. Obtuvo el reconocimiento internacional al ser premiado con medalla de oro por su Sinfonía La Exposición, presentada durante la Exposición Mundial de Chicago en 1893. En Guatemala desarrolló su carrera músico de iglesia y maestro de capilla de la Iglesia de Mixco, cerca de la Ciudad de Guatemala. En 1913, para el centenario de la Sociedad Filarmónica del Sagrado Corazón de Jesús, estaba conceptuado como uno de los grandes músicos de todos los tiempos de Guatemala, como consta en una placa de mármol colocada en esa oportunidad en la Iglesia de La Merced. Como compositor es autor de una considerable cantidad de obras para uso litúrgico. Además fue alcalde de Mixco.

## Obras principales
- Gran Sinfonía La Exposición
- Invitatorio de difuntos
- Misa del Sagrado Corazón de Jesús (3 voces y orquesta)
- Dúo al Santísimo Sacramento
- Misa Solemne (Coro a 3 voces y orquesta)
- Magnificat (Coro a 4 voces)
- Dixit Dominus (Coro y orquesta)
- Laudate Dominus (Coro)
- Regina Virginum (Coro y orquesta);
- Salve Regina Nos. 1 a 6
- O salutaris Nos. 1 a 3
- Salve Regina (Tenor y orquesta)
- Dos villancicos al Santísimo Sacramento
- Invitatorio al Niño Dios (3 voces y piano)

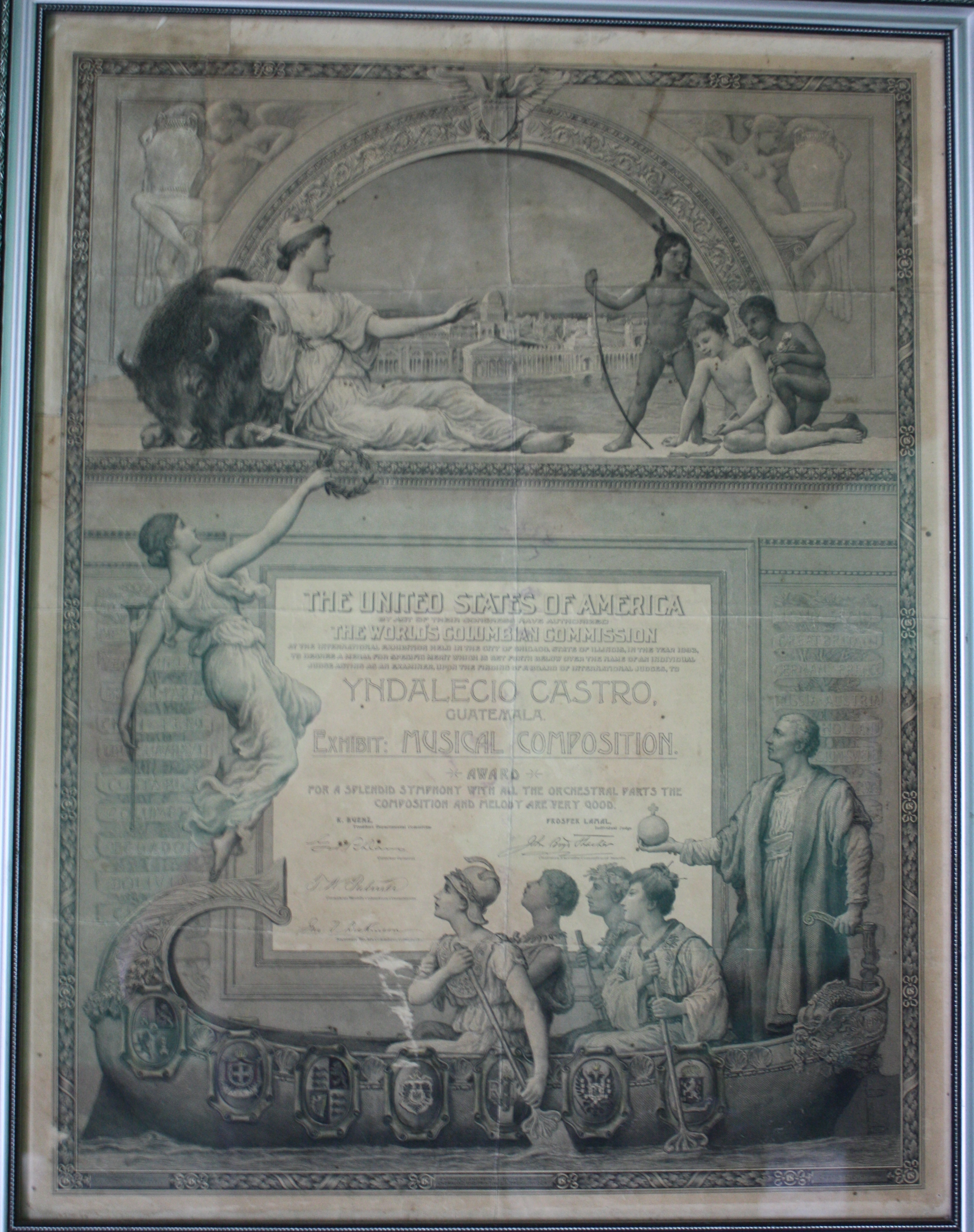
Diploma recibido por Indalecio Castro, en la Exposición Universal de Chicago.

- Accepit Jesus
- Ecce panis